# Бухалово (Даниловский район)
Бухалово — село в Даниловском районе Ярославской области. Входит в состав Середского сельского поселения, относится к Никольскому сельскому округу.

## География
Расположено на берегу реки Касть в 8 км на юго-восток от центра поселения, села Середа, в 35-37 км на юго-восток от райцентра, города Данилова, и в 6-6,5 км на северо-запад от границы с Шунгенским сельским поселением Костромского района Костромской области.

## История
Каменный храм с шатровой колокольней был построен в 1796 году на средства прихожан. Расписан в 1887 году. Престолов было два: во имя Успения Пресвятой Богородицы; во имя Казанской иконы Божией Матери.
В конце XIX — начале XX века село являлось центром Бухаловской волости Даниловского уезда Ярославской губернии.
С 1929 года село входило в состав Никольского сельсовета Даниловского района, в 1944—1959 годах — в составе Середского района, с 2005 года — в составе Середского сельского поселения.

## Население
| 1859 | 1914 | 2002 | 2007 | 2010 |
| ---- | ---- | ---- | ---- | ---- |
| 184  | ↗190 | ↘49  | ↗51  | ↗55  |

## Достопримечательности
В селе расположена Церковь Успения Пресвятой Богородицы (1796) с воротами середины XIX века. Также имеется здание церковно-приходской школы конца XIX века.